# Хурик
Хурик (таб. Хюрикк) — село в Табасаранском районе Дагестана. Административный центр сельского поселения Сельсовет Хурикский.

## География
Расположено в 3 км к северо-западу от районного центра села Хучни.

## Население
Моноэтничное табасаранское село
| 1895  | 1926 | 1939 | 1970  | 1989  | 2002  | 2010  |
| ----- | ---- | ---- | ----- | ----- | ----- | ----- |
| 831   | ↗840 | ↗928 | ↗1245 | ↗1659 | ↗2357 | ↗2530 |
| 2021  |      |      |       |       |       |       |
| ↗2849 |      |      |       |       |       |       |

## Известные уроженцы
- Пирмагомед Асланов  — поэт, переводчик, член Союза писателей СССР.[12][13]
- Магомед Раджабович Гасанов —  учёный-историк, кавказовед, академик Международной академии наук высшей школы.